# ARHGEF39
ARHGEF39 (англ. Rho guanine nucleotide exchange factor 39) – білок, який кодується однойменним геном, розташованим у людей на 9-й хромосомі. Довжина поліпептидного ланцюга білка становить 335 амінокислот, а молекулярна маса — 38 295.
| 10         |  | 20         |  | 30         |  | 40         |  | 50         |
| ---------- |  | ---------- |  | ---------- |  | ---------- |  | ---------- |
| MELSCPGSRC |  | PVQEQRARWE |  | RKRACTAREL |  | LETERRYQEQ |  | LGLVATYFLG |
| ILKAKGTLRP |  | PERQALFGSW |  | ELIYGASQEL |  | LPYLEGGCWG |  | QGLEGFCRHL |
| ELYNQFAANS |  | ERSQTTLQEQ |  | LKKNKGFRRF |  | VRLQEGRPEF |  | GGLQLQDLLP |
| LPLQRLQQYE |  | NLVVALAENT |  | GPNSPDHQQL |  | TRAARLISET |  | AQRVHTIGQK |
| QKNDQHLRRV |  | QALLSGRQAK |  | GLTSGRWFLR |  | QGWLLVVPPH |  | GEPRPRMFFL |
| FTDVLLMAKP |  | RPPLHLLRSG |  | TFACKALYPM |  | AQCHLSRVFG |  | HSGGPCGGLL |
| SLSFPHEKLL |  | LMSTDQEELS |  | RWYHSLTWAI |  | SSQKN      |  |            |

A: Аланін

C: Цистеїн

D: Аспарагінова кислота

E: Глутамінова кислота

F: Фенілаланін

G: Гліцин

H: Гістидин

I: Ізолейцин

K: Лізин

L: Лейцин

M: Метіонін

N: Аспарагін

P: Пролін

Q: Глутамін

R: Аргінін

S: Серин

T: Треонін

V: Валін

W: Триптофан

Задіяний у такому біологічному процесі, як альтернативний сплайсинг. 
Локалізований у клітинній мембрані, мембрані.